# Running With Scissors (album)
Running With Scissors est le dixième album du parodiste "Weird Al" Yankovic sorti en 1999.

## Liste des pistes
1. The Saga Begins
2. My Baby's in Love (avec Eddie Vedder)
3. Pretty Fly for a Rabbi
4. The Weird Al Show Theme
5. Jerry Springer
6. Germs
7. Polka Power!
8. Your Horoscpoe for Today
9. It's all About the Pentiums
10. Truck Drivin' Song
11. Grapefruit Diet
12. Albuquerque